# Juan José Solozábal
Juan José Solozábal Echavarría (Ollauri, La Rioja, 1947) es un jurista e historiador español.  Desde 1986 es catedrático de derecho constitucional en la Universidad Autónoma de Madrid.
Su infancia y primera juventud la vivió en el País Vasco pero se licenció en Derecho y en Ciencia Política en la Universidad Complutense de Madrid. La tesis doctoral la defendió en la Facultad de Derecho de la misma universidad el 9 de julio de 1975 y llevaba por título Industrialismo Vasco y Conciencia nacional. Implicaciones sociales e ideológicas del Industrialismo Vasco en la segunda mitad del Siglo XIX. Una versión «algo aligerada» de la tesis la publicó en forma de libro: El primer nacionalismo vasco. Industrialismo y conciencia nacional. Fue profesor de Derecho Político en la Complutense para pasar después a la Universidad Autónoma de Madrid donde se hizo cargo de la cátedra de Derecho Constitucional. En 2019 el Centro de Estudios Políticos y Constitucionales publicó un libro de homenaje a su larga trayectoria en el que colaboraron diversos especialistas. Se titulaba: La Constitución de los españoles: estudios en homenaje a Juan José Solozábal Echavarría.
Es autor de numerosos libros y artículos académicos y también ha dirigido la revista Cuadernos de Alzate. Fue uno de los primeros firmantes del Manifiesto Libres e Iguales. Es colaborador asiduo en diversos medios periodísticos como El País y el digital El Imparcial (fundado en 2008 por Luis María Ansón).

## Obras
- Algunos materiales sobre el pensamiento socialista ante el problema nacional (Barcelona, 1974)
- El primer nacionalismo vasco. Industrialismo y conciencia nacional (Madrid, 1975; San Sebastián, 1979)
- Las bases constitucionales del Estado Autonómico (Madrid, 1998)
- Principialismo y orden constitucional (Barcelona, 1998)
- Nación y Constitución: soberanía y autonomía en la forma política española (Madrid, 2004)[5]
- Tiempo de reformas: el estado autonómico en cuestión (Madrid, 2006)
- Repensar el Senado: estudios sobre su reforma (como editor; Madrid, 2008)[6]
- Constitución y ordenamiento jurídico (Madrid, 2009)
- Cuaderno abierto de un constitucionalista: recuadros y ensoñaciones (Madrid, 2012)[7]
- La reforma federal: España y sus siete espejos (como coordinador; Madrid, 2014)[8]
- La autodeterminación a debate (Madrid, 2014)
- Pensamiento federal español y otros estudios autonómicos (Madrid, 2019)[9]
- Derechos fundamentales y forma política (Madrid, 2020)[10]